# Blighia
Genre
Classification APG III (2009)
Blighia est un genre d'arbres et d'arbustes de la famille des Sapindaceae. 
Il comprend plusieurs espèces originaires d'Afrique tropicale (de l'Est de la Guinée au Kenya). Le non du genre honore le capitaine William Bligh. Les fruits forment des arilles comestibles et Blighia sapida est une espèce cultivée.

## Liste des espèces
Selon [réf. nécessaire] :
- Blighia kamerunensis Radlk. 1933
- Blighia laurentii De Wild. 1909
- Blighia mildbraedii Radlk. 1912
- Blighia sapida Koenig 1806
- Blighia unijugata Baker
- Blighia welwitschii (Hiern) Radlk. 1933
- Blighia zambesiaca Baker

Selon NCBI (1 Sep 2010) :
- Blighia sapida
- Blighia unijugata

Selon ITIS (1 Sep 2010) :
- Blighia sapida Koenig